# Wilhelm Kremnitz
Wilhelm Kremnitz (Berlín, 1846-Sinaia, 1897) fue un médico alemán, instalado en Rumania.

## Biografía
Nacido en Berlín en 1846, hizo sus estudios en su ciudad natal, donde terminó los cursos de la Facultad de Medicina, y luego ingresó como médico en el ejército prusiano, participando con las ambulancias en la guerra franco-prusiana de 1870. En 1873 contrajo matrimonio con Marie Charlotte von Bardeleben. A finales de 1874, marchó a Rumania, donde fue nombrado médico secundario en el hospital Brâncoveneasa, junto con el doctor Patzelt, desempeñando este cargo hasta 1889, cuando fue nombrado médico primario en el mismo hospital. Cuando el príncipe Fernando enfermó, fue uno de los tres médicos llamados en 1897 para salvar la vida del heredero al trono. Falleció el 21 de julio de 1897 en Sinaia. Su esposa se encontraba por entonces en Salzburgo.